# Felipe Mario López Blanco
Felipe Mario López Blanco va ser un arquitecte espanyol. Referent dins de l'estil modernista a Madrid. Va presentar en 1904 juntament amb l'arquitecte Luis Montesinos un projecte per a la construcció del que serà el futur Palau de Correus i Telègrafs a Madrid. Sent els guanyadors del concurs el tàndem Palacios-Otamendi. En 1900 impartia docència i va ser secretari de l'Escola de la Llotja.

## Obres
Entre els edificis de Madrid es troba el del carrer Almagro (nº28), el del carrer Motalbán nº 7. És autor de la Casa Morella i de la Colònia de la Premsa, tots dos datats al començament del segle xx.